# Pemetrexed
Pemetrexedul este un agent chimioterapic utilizat în tratamentul unor cancere, precum mezoteliomul pleural malign și cancerul pulmonar (dar nu cel cu celule mici). Este utilizat în asociere cu cisplatina. Calea de administrare disponibilă este cea intravenoasă (perfuzabilă).
Molecula a fost aprobată pentru uz medical în Statele Unite ale Americii în anul 2004.

## Mecanism de acțiune
Pemetrexed este un antimetabolit al acidului folic și inhibă 3 enzime implicate în sinteza purinelor și pirimidinelor, necesare pentru sinteza ADN-ului și a ARN-ului din celulele canceroase: timidilat-sintetaza (TS), dihidrofolat-reductaza (DHFR) și glicinamid-ribonucleotid-formiltransferaza (GARFT).